# Devin the Dude
Devin the Dude (nacido como Devin Copeland) es un rapero estadounidense del área de Houston. Aunque fue relativamente conocido entre la comunidad del hip hop underground a mediados de los 90, Devin no tuvo éxito en el mainstream hasta después de su actuación en el sencillo "Fuck You" del álbum 2001 de Dr. Dre. Devin ha grabado tres álbumes: The Dude, Just Tryin to Live y To Tha X-treme. Ha trabajado con numerosos artistas de la industria del hip hop como The Roots, De La Soul, Xzibit, Jake the Snake y Nas. Además, también ha formado parte de los grupos de southern rap Odd Squad y Facemob, y recientemente ha grabado un álbum con su grupo The Coughee Brothaz, titulado Collectors Edition.

## Discografía
- 1998: The Dude (Rap-A-Lot Records)
- 2002: Just Tryin' Ta Live (Rap-A-Lot Records)
- 2004: To Tha X-Treme (Rap-A-Lot Records)
- 2007: Waitin´To Inhale (Rap-A-Lot Records)
- 2008: Landing Gear (Rap-A-Lot Records)